# Baryssinus silviae
Baryssinus silviae är en skalbaggsart som beskrevs av Martins och Monné 1974. Baryssinus silviae ingår i släktet Baryssinus och familjen långhorningar. Inga underarter finns listade.